# 森みはる
森 みはる（もり みはる、1996年（平成8年）10月14日 - ）は、日本の女性アイドル、女優。アイドルグループである26時のマスカレイドの元メンバー。兵庫県出身。プラチナムピクセル所属。愛称は「ぱるちゃん」。

## 略歴
- 2016年2月14日、関東圏のサークルに所属している大学生の中からNo.1美女を決めるミスコンイベント「MISS OF CIRCLE 2016」でグランプリとなる[4]。
- 『26時のマスカレイド』のオーディションに合格し、2016年10月から同グループのメンバーとなる。
- グループ所属以前のモデル時代、また結成直後はモデル事務所のレキシントンに所属していた[5]。
- 元「CHOKi CHOKi GiRLS」読者モデル。
- 読モBOYS＆GIRLS 公式チーム「FLASH TOKYO」3期生。
- 読者モデルとして活動中よりアイドルグループ結成を聞いていたため、自身も入れるものだと思っていたが、一次オーディションからスタートで焦ったという。読モイベント「LOOP」では司会も務める。運営からはツインテールキャラを指定された。
- ミスiD2017 ファイナリスト67名（敗者復活枠1名含む）に選ばれる。
- 2018年7月31日、扶桑社「SPA!」主催、「真夏のアイドル頂上決戦」に出場。
- 「LARME」公式インフルエンサー「LARME DOLLS」として、「LARME」公式サイトで情報を発信している。
- ファッションブランドMIIAのECモデルを務めることとなった。[6]
- 2020年10月14日、自身発となるソロ写真集が2021年2月8日に発売されることが発表された[7][8]。同日からAmazonで通常版、Amazon限定表紙版の2種の予約が開始。同日、北海道で撮影を開始したことや水着姿も披露する旨が、本人から発表された。誕生日当日の撮影や菊地泰久による撮影は本人のリクエストによるものとのこと。ファンによる憶測について、本人は「そういうテンション感でいっちゃった」と話していた。
- 2021年4月30日、@JAM EXPO 2020 - 2021のための期間限定ユニットFMFへの参加が発表された[9]。

## 人物
- 26時のマスカレイド公式サイトのプロフィール[10]には以下の記述があるが、最新の情報であるかは不明。
- 趣味・特技については、2019年8月19日に出演したイベント「渋谷LOFT9アイドル倶楽部」で本人が以下のように述べている。
  - 趣味は「ピアノ」。ツアーで披露することもあった。また、合唱コンクールの際の伴奏を務めることもあった。ただし、特技にするほどは得意ではないことと、あまり好きではないことから趣味ということにしている。
  - 特技は「ましゅまろキャッチ、スーパーボールすくい」。それに加え「メンバー全員の住所を暗記しています」と発言していた。メンバーの住所を把握している経緯としては、特技を求められる機会が多いが、過去にやっていた「円周率の暗記」についてはやりたくないのであまり出さないようにしている。数字の暗記が得意であり、住所も数字であるため、覚えたとのこと。
- 2匹のペットを飼っている。にあは同居しており、Instagramのアカウントが存在した[11]。
  - にあ - 猫、スコティッシュフォールド、男の子、2018年5月27日生まれ、ブルータビーホワイト。
  - れおん - 犬、トイプードル、男の子、2012年4月6日生まれ。
- わーすたと=LOVEのファン。わーすたの推しは三品瑠香寄りの箱推し。=LOVEの推しは野口衣織で「野口衣織”様”」と呼ぶほど。
- 美容師免許を持っており、いわく「NGのない唯一のメンバー」。
- 26時のマスカレイドの楽曲の中にはメンバーを紹介する楽曲「LOVE＆FISH」があり、森を紹介する歌詞の内容は以下の通り。

| 「         | ワガマママイペース おうちが大好き 本当は頼れるアネキらしいで! | 」 |
| —LOVE&FISH |                                                               |    |

| 「         | （せーの！ぱるちゃん！ぱるちゃん！お洒落番長！ぱるちゃん！） | 」 |
| —LOVE&FISH |                                                              |    |

## 出演

### イベント・ライブ
- 渋谷LOFT9アイドル倶楽部vol.7（2019年8月19日、LOFT9） -（森のみ）

### テレビ（音楽番組）
- この指と〜まれ! Season 3 #2（2019年7月2日、フジテレビ）-（森のみ）

### 映画
- 恐解釈 花咲か爺さん（2023年11月3日、オソレゾーン / エクストリーム） - 主演[12]

### ラジオ
- 四千ミルク（2019年7月31日、FM FUJI） -（森・吉井）
- マジカル・パンチラインのマジラジ（2020年2月7日、ラジオ日本）
- 劇団サンバカーニバル（2023年4月1日 - 、FM FUJI）

### ネット配信
- 矢口真里の火曜The NIGHT（2019年6月18日、AbemaTV） -（森のみ）
- 20時からでもマスカレード 最終回（2019年8月22日、ニコニコ生放送） -（森・江嶋・大門）
- TOKYO IDOL 発掘中（2019年8月23日、ニコニコ生放送） -（森・来栖・吉井）

### 写真集
- 26時のマスカレイド・森みはる1st写真集『24』[8][13][14]（2021年2月8日、扶桑社）ISBN 978-4594086732
- 26時のマスカレイド・森みはる1st写真集『24 Amazon限定表紙版』[15]（2021年2月8日、扶桑社）
- 森みはる セカンド写真集『Lastart』（2022年10月24日、扶桑社）ISBN 978-4594093365

### 書籍
- 週刊SPA!（2/16号（2021年2月9日発売）、扶桑社） - 表紙、中面グラビア[16]